# 什川镇
什川镇，是中华人民共和国甘肃省兰州市皋兰县下辖的一个乡镇级行政单位。

## 行政区划
什川镇下辖以下地区：
上车村、长坡村、南庄村、北庄村、上泥湾村、下泥湾村、河口村、打磨沟村和接官亭村。